# Зима Южная
Зима́ Ю́жная — посёлок в Надеждинском районе Приморского края, входит в состав Надеждинского сельского поселения.

## География
Посёлок находится в полукилометре от побережья Углового залива, на расстоянии 13 км от села Вольно-Надеждинское, административного центра района, и 40 км (по трассе А370) от города Владивосток, административного центра края. Абсолютная высота — 21 м над уровнем моря. 

## Население
| 2002 | 2005 | 2008 | 2010 |
| ---- | ---- | ---- | ---- |
| 319  | ↘189 | ↗224 | ↗470 |

## Улицы
| - ул. Амурская, - ул. Вишнёвая, - пер. Вишнёвый, - ул. Карьерная, - пер. Карьерный, | - ул. Лазурная, - ул. Набережная, - ул. Нагорная, - ул. Озёрная, - ул. Прибрежная, | - ул. Солнечная, - ул. Стрельникова, - ул. Хорошая, - ул. Цветковая, - ул. Центральная. |

## Транспорт
Посёлок связан автомобильной дорогой длиной 8,5 км с федеральной трассой М60 «Уссури». Ближайшая железнодорожная станция Совхозная находится на расстоянии 2 км к северо-востоку в посёлке Прохладное.